# Eliodoro di Atene
Eliodoro di Atene, soprannominato Periegeta (in greco antico: Ἡλιόδωρος?, Heliódōros; Atene, II secolo a.C. – ...), è stato uno scrittore e storico greco antico.

## Biografia
Visse circa nel periodo di Antioco IV, come si deduce dalle menzioni di Ateneo.

## Opere
Eliodoro è ricordato per la sua opera in 15 libri, ora frammentaria, sull'acropoli di Atene, variamente chiamata Περὶ ἀκροπόλεως o Περὶ τῶν Ἀθήνῃσι τριπόδων o Ἀναθήματα (in latino, De Atheninsium Anathematis). In essa si trattava non solo la storia degli edifici, ma anche le usanze e i culti presenti, come le questioni antiquarie ed epigrafiche; la sua opera venne forse variamente utilizzata da Plinio (libri XXIII, XXIV, XXV).
In un passo di pseudo-Plutarco, Eliodoro appare autore dell'opera Περὶ μνημάτων (Sui ricordi), ma è possibile che il testo plutarcheo nella menzione di Eliodoro sia stato corrotto da Διόδωρος in Ἡλιόδωρος.